# Lana Condor
Lana Theresa Condor (* 11. květen 1997, Can Tho, Vietnam) je americká herečka a tanečnice. Poprvé se objevila v superhrdinském filmu X-Men: Apokalypsa v roce 2016. Proslavila se však hlavní rolí Lary Jean Covey ve filmu To All the Boys I've Loved Before (2018).

## Životopis
Condor se na narodila ve Vietnamu ve městě Can Tho, ale vyrostla ve Spojených státech amerických, v Chicagu. Byla adoptována americkými občany, Irkou Mary Carol (rozená Haubold) a Maďarem Bobem Condorem dne 6. října 1997, společně se svým bratrem Arthurem. Její rodné jméno je Tran Dong Lan, ale po adopci byla přejménována na Lanu Theresu Condor. Její otec byl dvakrát nominován na Pulitzerovu cenu v oblasti publicistiky a byl více-prezidentem internetové stránky Yahoo! Sports. Condor se svojí rodinou žila ve Whidbey Island ve Washingtonu a v New Yorku, než se ve svých patnácti letech přestěhovala s rodinou do Santa Monicy v Kalifornii.
Condor jako dítě studovala balet a trénovala s baletem Joffrey Ballet, The Rock School for Dance Education a Alvin Ailey American Dance Theater. Poté pokračovala s tancem s Losangeleským baletem a v divadle The Groundlings. Kurzy herectví začala navštěvovat na Newyorské filmové akademii a letní konzervatoři pro herce od univerzity Yale. V roce 2014 navštěvovala letní školu umění California State Summer School for the Arts. Navštěvovala střední školu Professional Performing Arts School v New Yorku. V roce 2015 odmaturovala na Notre Dame Academy v Los Angeles a byla přijata na univerzitu Loyola Marymount University.

## Kariéra
Poprvé se na filmových plátnech objevila v roce 2016 v superhrdinském filmu X-Men: Apokalypsa v roli Jubilation Lee/Jubilee. Poté se objevila ve filmu Petera Berga v dramatickém filmu Den patriotů. Film měl premiéru na AFI Festu. Následující rok se objevila v televizním thrilleru Miláček, po boku Jamese Franca a Julie Jones, který měl premiéru na televizní stanici Lifetime dne 4. února 2017.
Roli Lary Jean Covey si zahrála ve filmové adaptaci stejnojmenného románu Jenny Han To All the Boys I've Loved Before. Film měl premiéru na Netflixu dne 17. srpna 2018. Byla obsazena do sci-fi filmu Alita: Bojový Anděl. Film bude mít premiéru v České republice dne 20. prosince 2018 Po boku Lio Tipton se objeví v romantické komedii Summer Nights. V roli Saya Kuroki se objeví v televizním seriálu stanice Syfy Deadly Class.

## Filmografie

### Film
| Rok  | Název                             | Role                     | Poznámky |
| ---- | --------------------------------- | ------------------------ | -------- |
| 2016 | X-Men: Apokalypsa                 | Jubilation Lee / Jubilee |          |
| 2016 | Den patriotů                      | Li                       |          |
| 2018 | Všem klukům, které jsem milovala  | Lara Jean Song Covey     |          |
| 2018 | Alita: Bojový anděl               | Koyomi K.                |          |
| 2019 | Summer Night                      | Lexi                     |          |
| 2020 | Všem klukům: P.S. Stále tě miluju | Lara Jean Song Covey     |          |
| 2021 | Všem klukům: Navždy s láskou      | Lara Jean Song Covey     |          |

### Televize
| Rok       | Název                  | Role                 | Poznámky                 |
| --------- | ---------------------- | -------------------- | ------------------------ |
| 2017      | Miláček                | Allison              | TV film                  |
| 2018-2019 | Deadly Class           | Saya Kuroki          | 9 dílů                   |
| 2019      | Rilakkuma to Kaoru-san | Kaoru (hlas)         | 13 dílů, anglický dabing |
| 2019      | BoJack Horseman        | Casey McGarry (hlas) | 2 díly                   |